# Hagane: The Final Conflict
Hagane: The Final Conflict (鋼 HAGANE?) è un videogioco a piattaforme a scorrimento orizzontale pubblicato dalla Hudson Soft e sviluppato dalla Red Entertainment per Super Nintendo nel 1994.

## Modalità di gioco
Il gameplay di Hagane è molto simile a quello di Shinobi III, sebbene alcune caratteristiche ricordino Strider e Ninja Spirit.